# Wankdorfstadion
Wankdorfstadion – nieistniejący już stadion piłkarski w Bernie, w Szwajcarii. Obiekt ten był domowym stadionem klubu BSC Young Boys. Został wybudowany w 1925 roku. Prócz meczów klubowych odbyły się na nim spotkania grupowe oraz finał Mistrzostw Świata 1954, finał Pucharu Europy w 1961 i finał Pucharu Zdobywców Pucharów 1988/1989. W jego miejsce powstał stadion Stade de Suisse Wankdorf.

## Historia
Wankdorfstadion został wybudowany w 1925 roku, a jego konstrukcja trwała 7 miesięcy. Pojemność obiektu wynosiła 22 tys. z czego 1200 siedzących i 5000 stojących na trybunie krytej. Pierwszy międzynarodowy mecz odbył się na nim 8 listopada 1925 roku pomiędzy Szwajcarią i Austrią. Przed otwarciem nowego stadionu jego gospodarz, drużyna Young Boys, występował na Sportplatz Spitalacker. W latach 1933–1939 stadion był stopniowo rozbudowany. Po przebudowie pojemność wynosiła 42 tys. miejsc.
Na Mistrzostwa Świata 1954 obiekt był rozebrany a w jego miejsce powstał stadion mogący pomieścić 64 tys. widzów (8 tys. siedzących i 56 tys. stojących). 4 lipca 1954 r. odbył się na nim finał Mundialu, który nazwany został "Cudem z Berna". Na boisku zmierzyły się reprezentacje RFN i Węgier. Drużyna Niemiec nieoczekiwanie pokonała Węgrów, którzy do tego meczu wygrali z rzędu 32 spotkania (Złota jedenastka).
Na tym obiekcie rozgrywane były także finały innych rozgrywek. W 1961 odbył się na nim finał Ligi Mistrzów, podczas którego SL Benfica wygrała 3:2 z FC Barceloną. 10 maja 1989 roku arena była miejscem meczu o Puchar Zdobywców Pucharów, w którym wygrała FC Barcelona pokonując włoski klub UC Sampdoria 2:0.
W 2001 roku stadion został rozebrany. Ostatni mecz na tym obiekcie został rozegrany 7 lipca 2001 r. Young Boys zremisowali z drużyną AC Lugano 1:1.
Nowy stadion Stade de Suisse Wankdorf został wybudowany latem 2005 roku jako obiekt klubu Young Boys oraz arena Euro 2008.